# Taş Tepeler
Taş Tepeler (turco, literalmente 'Montes de Pedra') são um grupo de sítios arqueológicos do período Holoceno Inicial neolíticos na Alta Mesopotâmia (al-Jazira), próximos à cidade de Urfa na Turquia moderna. São os restos de diversos assentamentos datados do período Neolítico pré-cerâmico  (c. 9500–7000 a.C.), durante a transição das sociedades nômadas caçadoras-coletoras para comunidades agrícolas sedentárias na região.

## Sítios
Os sítios incluem Göbekli Tepe, um Sítio do Patrimônio Mundial da UNESCO, e pelo menos onze outros: Nevalı Çori, Yeni Mahalle, Karahan Tepe, Hamzan Tepe, Sefer Tepe, Taşlı Tepe, Kurt Tepe, Harbetsuvan Tepe, Sayburç, Ayanlar Höyük, Çakmaktepe. Atualmente estão sendo investigados e conservados sob o 'Projeto de Pesquisa Neolítica de Şanlıurfa', uma colaboração entre pesquisadores turcos e internacionais.
Muitos contêm grandes edifícios de pedra com os obeliscos em forma de T característicos de Göbekli Tepe. Armadilhas do deserto estão associadas ou próximas a alguns dos sítios.

## Organização Social e Cultura
Apesar de sua antiguidade, a sociedade Taş Tepeler era bastante complexa para o período. As descobertas indicam a presença de uma vida religiosa e cerimonial rica: por exemplo, os grandes salões rituais e esculturas sugerem que rituais comunitários desempenhavam um papel. Foram desenterradas esculturas monumentais e baixos-relevos retratando figuras humanas e animais, muitas vezes com conotações simbólicas de poder ou fertilidade. Algumas esculturas mostram homens exibindo símbolos fálicos e animais selvagens poderosos, o que sugere cultos de fertilidade ou totens de animais, indicando um sistema de crenças sofisticado. Salas contendo crânios humanos preservados também apontam para possíveis cultos ancestrais ou práticas ritualísticas complexa.

## Indícios de escrita
Um dos aspectos mais notáveis associados à cultura Taş Tepeler é a possibilidade de que esta civilização neolítica tenha desenvolvido uma forma inicial de escrita ou linguagem simbólica registrada. Pesquisadores identificaram símbolos gravados em artefatos arqueológicos que podem representar ideias ou palavras, sugerindo a existência de um sistema ideográfico rudimentar.
Embora esses sinais ainda estejam sob análise e não possam ser confirmados como uma escrita formal, sua presença em contextos datados de cerca de 9 500 a.C. é de grande relevância. Até recentemente, considerava-se que a escrita mais antiga conhecida datava de aproximadamente 3 300 a.C., oriunda da Suméria e do Egito. Caso confirmada, essa protoescrita da cultura Taş Tepeler indicaria que a representação simbólica avançada surgiu milhares de anos antes do que se supunha, alterando significativamente a compreensão sobre o desenvolvimento da comunicação humana.

## Legado e significado
A descoberta da cultura Taş Tepeler contribui para a redefinição dos primórdios da civilização humana. As evidências indicam que sociedades complexas, capazes de erguer assentamentos com arquitetura monumental e arte simbólica, já existiam há mais de onze mil anos.
Diferentemente das civilizações clássicas do Crescente Fértil, como a suméria ou a egípcia, Taş Tepeler não deixou continuidade direta identificável. Trata-se de um exemplo precoce de organização social estruturada e possivelmente ritualística, que floresceu e desapareceu antes do surgimento das culturas urbanas da Idade do Bronze.
O colapso dessa civilização por volta de 8 000 a.C., possivelmente relacionado a mudanças climáticas e ambientais, destaca a fragilidade dos primeiros experimentos de vida comunitária permanente. Apenas milênios depois ressurgiriam, com estrutura comparável, as primeiras cidades da Antiguidade. Assim, Taş Tepeler é considerado um importante precursor da civilização, demonstrando que elementos como religião organizada, arquitetura pública e simbolismo coletivo estavam presentes no alvorecer do período neolítico.